# Timur Irekowitsch Boguslawski

Timur Boguslawski (links) neben Raffaele Marciello 2022

Timur Irekowitsch Boguslawski (russisch Тимур Ирекович Богуславский, wiss. Transliteration Timur Irekovič Boguslavskij; * 30. April 2000 in Kasan) ist ein russischer Autorennfahrer.

## Karriere als Rennfahrer
Timur Boguslawski fuhr ab seinem 17. Lebensjahr GT-Rennen und war dabei früh erfolgreich. Er startete in der LMP3-Klasse der European Le Mans Series und gewann 2019 für Target Racing die Lamborghini Trofeo Middle East und für das Akkodis ASP Team auf einem Mercedes-AMG GT3 gemeinsam mit Felipe Fraga und Nico Bastian den Silver-Cup des Blancpain GT Series Endurance Cup.
Für das französische Akkodis Team fuhr er auch in der GT World Challenge Europe und gewann für die Rennmannschaft 2023 den Europe Endurance Cup. Nach dem Einstieg des Teams in die FIA-Langstrecken-Weltmeisterschaft 2024 endete die Zusammenarbeit zwischen Akkodis und ihm nach dem 24-Stunden-Rennen von Le Mans. Boguslawski, der seit dem russischen Überfall auf die Ukraine ohne Länderkennung starten muss, wechselte mit dem Beginn der FIA-Langstrecken-Weltmeisterschaft 2025 zum W Racing Team von Vincent Vosse.

## Statistik

### Le-Mans-Ergebnisse
| Jahr | Team              | Fahrzeug       | Teamkollege    | Teamkollege          | Platzierung | Ausfallgrund |
| ---- | ----------------- | -------------- | -------------- | -------------------- | ----------- | ------------ |
| 2024 | Akkodis ASP Team  | Lexus RC F GT3 | Arnold Robin   | Kelvin van der Linde | Rang 34     |              |
| 2025 | The Bend Team WRT | BMW M4 GT3 Evo | Augusto Farfus | Yasser Shahin        | Ausfall     | Unfall       |

### Einzelergebnisse in der FIA-Langstrecken-Weltmeisterschaft
| Saison | Team             | Rennwagen      | 1   | 2   | 3   | 4   | 5   | 6   | 7   | 8   |
| ------ | ---------------- | -------------- | --- | --- | --- | --- | --- | --- | --- | --- |
| 2024   | Akkodis ASP Team | Lexus RC F GT3 | KAT | IMO | SPA | LEM | SAO | AUS | FUJ | BAH |
| 2024   | Akkodis ASP Team | Lexus RC F GT3 | DNF | 31  | 25  | 34  |     |     |     |     |
| 2025   | BMW WRT          | BMW M4 GT3     | KAT | IMO | SPA | LEM | SAO | AUS | FUJ | BAH |
| 2025   | BMW WRT          | BMW M4 GT3     | 20  | 30  | DNF | DNF | 29  |     |     |     |